# Canarana nigripennis
Canarana nigripennis là một loài bọ cánh cứng trong họ Cerambycidae.